# فیلیپو تیسیونه
فیلیپو تیسیونه (انگلیسی: Filippo Tiscione؛ زادهٔ ۹ دسامبر ۱۹۸۵) بازیکن فوتبال اهل ایتالیا است.